# Raenaba
Raenaba ist eine osttimoresische Aldeia im Suco Gugleur (Verwaltungsamt Maubara, Gemeinde Liquiçá). 2015 lebten in der Aldeia 413 Menschen.

## Geographie
Raenaba liegt im Nordosten des Sucos Gugleur. Südlich befindet sich die Aldeia Lauvou, südwestlich die Aldeia Lautecas, östlich die Aldeia Cai-Cassa und nördlich die Aldeia Puquelete. Im Osten grenzt Raenaba an den Suco Vaviquinia. Die Westgrenze bildet der Tikidur, der im Norden in den Marae mündet, dem östlichen Grenzfluss. Mehrere kleine Siedlungen liegen in der Aldeia nebeneinander, die gemeinsam den Ort Raenaba bilden. Das Ortszentrum befindet sich im Westen, während der Sitz der Aldeia weiter südlich liegt. Eine Grundschule befindet sich im Norden, nahe dem Tikidur.

## Politik
2023 wurde João Ramos zum Chefe de Aldeia gewählt.